# Danh sách quốc gia châu Phi theo GDP danh nghĩa 2012

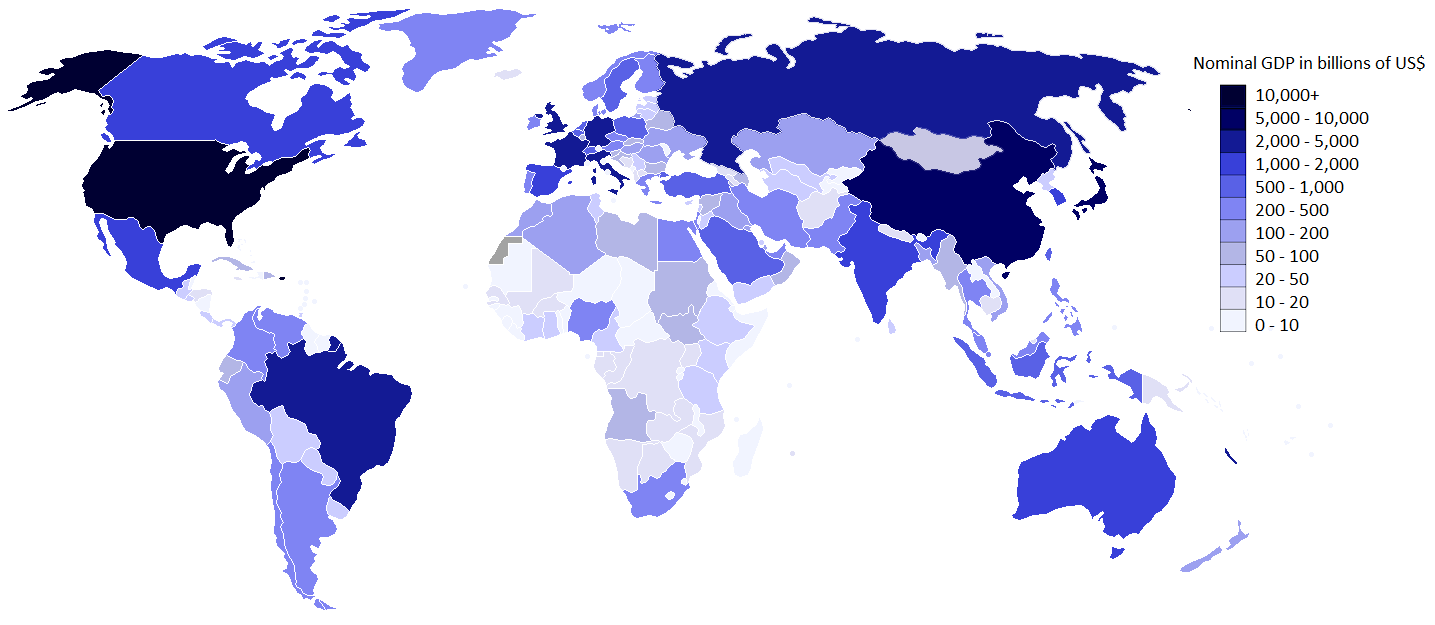
Các quốc gia theo GDP (danh nghĩa) 2012, theo thống kê của CIA Facebook.

Danh sách các quốc gia theo GDP danh nghĩa 2012 là bảng thống kê về GDP (danh nghĩa) 2012 của 60 quốc gia và vùng lãnh thổ thuộc châu Phi. Ngoài các quốc gia độc lập, là thành viên của Liên Hợp Quốc, bảng thống kê còn có mặt các vùng lãnh thổ: Tây Sahara, Somaliland, Saint Helena, Mayotte, Reunion,Cộng hòa Dân chủ Ả Rập Xarauy,Ceuta,Açores.
Danh sách được trích từ nguồn Dữ liệu GDP (danh nghĩa) 2012 của Quỹ tiền tệ Quốc tế - IMF, một số quốc gia không có dữ liệu từ IMF được bổ sung từ dữ liệu của Ngân hàng thế giới - WB, CIA Facebook cùng năm.
| STT | Quốc gia và Vùng lãnh thổ                   | GDP danh nghĩa (triệu USD) | Tỉ lệ GDP (danh nghĩa) 2012 so với Việt Nam | Tỉ lệ GDP (danh nghĩa) 2012 so với Thế giới |
| --- | ------------------------------------------- | -------------------------- | ------------------------------------------- | ------------------------------------------- |
| 1   | Nam Phi                                     | 384.315                    | 247,05                                      | 0,53                                        |
| 2   | Nigeria                                     | 270.211                    | 173,70                                      | 0,37                                        |
| 3   | Ai Cập                                      | 256.729                    | 165,03                                      | 0,36                                        |
| 4   | Algeria                                     | 209.329                    | 134,56                                      | 0,29                                        |
| 5   | Angola                                      | 115.209                    | 74,06                                       | 0,16                                        |
| 6   | Maroc                                       | 96.130                     | 61,79                                       | 0,13                                        |
| 7   | Libya                                       | 81.915                     | 52,66                                       | 0,11                                        |
| 8   | Sudan                                       | 60.503                     | 38,89                                       | 0,08                                        |
| 9   | Tunisia                                     | 45.407                     | 29,19                                       | 0,06                                        |
| 10  | Ethiopia                                    | 42.516                     | 27,33                                       | 0,06                                        |
| 11  | Ghana                                       | 40.435                     | 25,99                                       | 0,06                                        |
| 12  | Kenya                                       | 40.697                     |                                             |                                             |
| 13  | Tanzania                                    | 28.247                     |                                             |                                             |
| 14  | Cameroon                                    | 25.348                     |                                             |                                             |
| 15  | Côte d'Ivoire                               | 24.700                     |                                             |                                             |
| 16  | Uganda                                      | 21.243                     |                                             |                                             |
| 17  | Zambia                                      | 20.590                     |                                             |                                             |
| 18  | Gabon                                       | 18.397                     |                                             |                                             |
| 19  | Guinea Xích đạo                             | 17.694                     |                                             |                                             |
| 20  | Cộng hòa Dân chủ Congo                      | 17.247                     |                                             |                                             |
| 21  | Botswana                                    | 14.425                     |                                             |                                             |
| 22  | Madagascar                                  | 10.117                     |                                             |                                             |
| 23  | Mozambique                                  | 14.244                     |                                             |                                             |
| 24  | Senegal                                     | 14.084                     |                                             |                                             |
| 25  | Cộng hòa Congo                              | 13.692                     |                                             |                                             |
| 26  | Chad                                        | 12.900                     |                                             |                                             |
| 27  | Namibia                                     | 12.807                     |                                             |                                             |
| 28  | Mauritius                                   | 11.466                     |                                             |                                             |
| 29  | Burkina Faso                                | 11.036                     |                                             |                                             |
| 30  | Nam Sudan                                   | 10.220                     |                                             |                                             |
| 31  | Mali                                        | 10.319                     |                                             |                                             |
| 32  | Zimbabwe                                    | 9.802                      |                                             |                                             |
| 33  | Benin                                       | 7.557                      |                                             |                                             |
| 34  | Rwanda                                      | 7.103                      |                                             |                                             |
| 35  | Niger                                       | 6.575                      |                                             |                                             |
| 36  | Madeira                                     | 4.612                      |                                             |                                             |
| 37  | Malawi                                      | 4.174                      |                                             |                                             |
| 38  | Mauritania                                  | 3.939                      |                                             |                                             |
| 39  | Togo                                        | 3.818                      |                                             |                                             |
| 40  | Sierra Leone                                | 3.789                      |                                             |                                             |
| 41  | Swaziland                                   | 3.747                      |                                             |                                             |
| 42  | Eritrea                                     | 3.092                      |                                             |                                             |
| 43  | Burundi                                     | 2.472                      |                                             |                                             |
| 44  | Lesotho                                     | 2.461                      |                                             |                                             |
| 45  | Cộng hòa Trung Phi                          | 2.172                      |                                             |                                             |
| 46  | Liberia                                     | 1.734                      |                                             |                                             |
| 47  | Somalia                                     | 1.306                      |                                             |                                             |
| 48  | Seychelles                                  | 1.032                      |                                             |                                             |
| 49  | Gambia                                      | 908                        |                                             |                                             |
| 50  | Tây Sahara                                  | 906,5                      |                                             |                                             |
| 51  | Guinea-Bissau                               | 823                        |                                             |                                             |
| 52  | Comoros                                     | 596                        |                                             |                                             |
| 53  | São Tomé và Príncipe                        | 362                        |                                             |                                             |
| 54  | Somaliland                                  | 312                        |                                             |                                             |
| 55  | Mayotte                                     | 300                        |                                             |                                             |
| 56  | Réunion                                     | 251                        |                                             |                                             |
| 57  | Saint Helena, Ascension và Tristan da Cunha | 130                        |                                             |                                             |
| 58  | Açores                                      | 115,325                    |                                             |                                             |
| 59  | Ceuta                                       | 100                        |                                             |                                             |
| 60  | Cộng hòa Dân chủ Ả Rập Xarauy               | 23,25                      |                                             |                                             |
| 61  | Quần đảo Canaria                            | 11,2                       |                                             |                                             |